# Obrium longicolle
Obrium longicolle es una especie de insecto coleóptero de la familia Cerambycidae. Estos longicornios son endémicos de la isla de Timor.
O. longicolle mide unos 6,5 mm.